# Brittiska Västindien i olympiska sommarspelen 1960
Brittiska Västindien medverkade endast vid de olympiska sommarspelen 1960 i Rom och bestod av utövare från Jamaica, Trinidad och Tobago och Barbados.

## Medaljer
Västindien tog två medaljer i spelen, båda var brons. George Kerr vann ett av bronsen på 800 meter. Och han var med och vann det andra bronset på stafetten över 4 x 400 meter tillsammans med Mal Spence, Jim Wedderburn och Keith Gardner

## Deltagare
- Cykelsport			
  - Clyde Rimple
- Friidrott
  - George Kerr
  - Keith Gardner
  - Mal Spence
  - Jim Wedderburn
  - Clifton Bertrand
  - Paul Foreman
  - Dennis Johnson
  - Richard Bennett
  - Gerald Bird
- Skytte
  - Tony Bridge
  - Keith De Casseres
- Tyngdlyftning
  - Grantley Sobers

### Allmänna källor
- SR/Olympic Sports - West Indies Federation at the 1960 Roma Summer Games